# Festiwal Szekspirowski

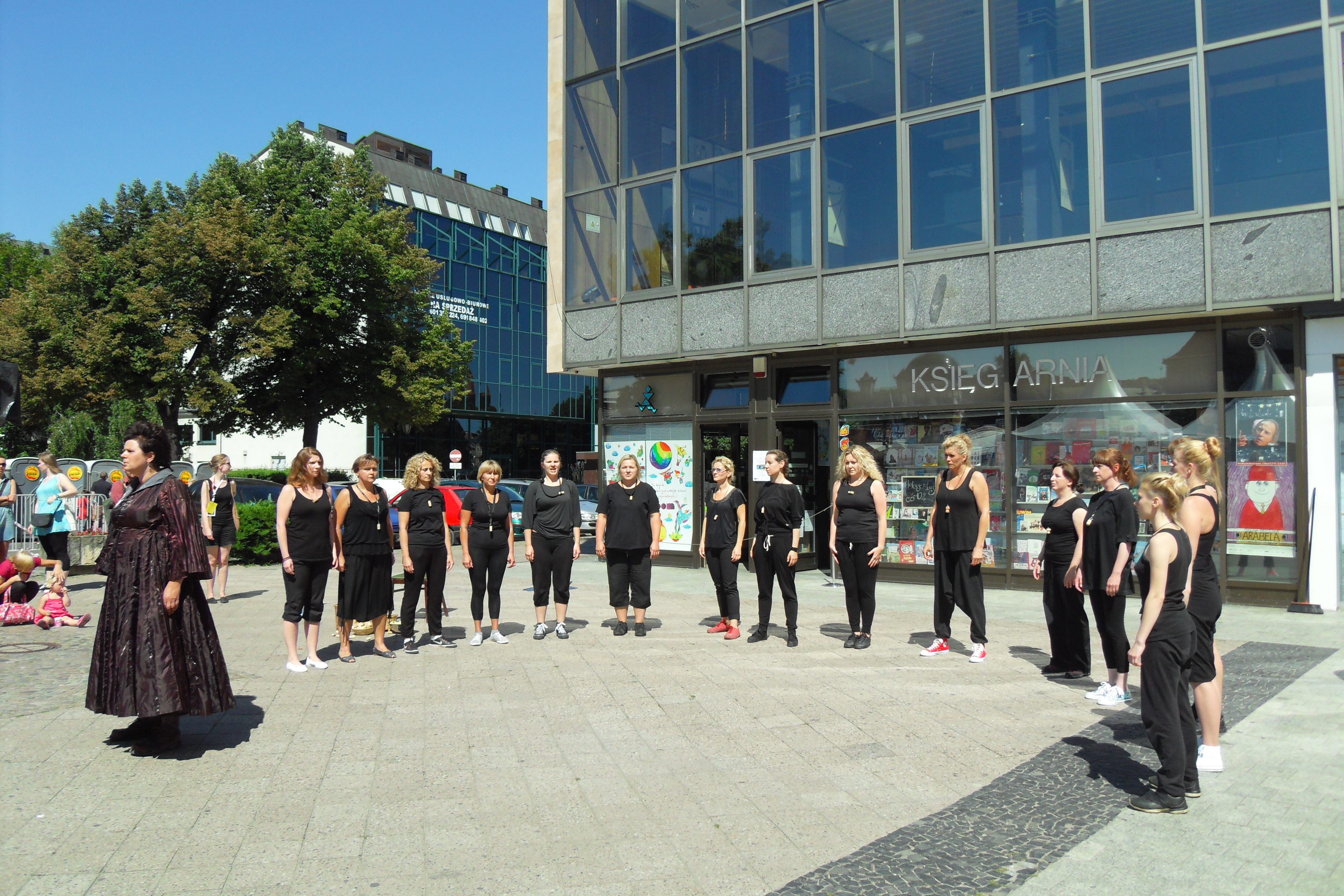
XVII Festiwal Szekspirowski

Festiwal Szekspirowski – jest międzynarodową imprezą teatralną poświęconą idei teatru elżbietańskiego.
W pierwszych latach istnienia festiwal nosił nazwę „Gdańskich Dni Szekspirowskich”. Impreza ta została zorganizowana po raz pierwszy w roku 1993 z inicjatywy Fundacji Theatrum Gedanense, utworzonej przez prof. Jerzego Limona oraz pisarza Władysława Zawistowskiego. W roku 1997, z okazji obchodów tysiąclecia Gdańska, „Gdańskie Dni Szekspirowskie” zostały przekształcone w międzynarodowy Festiwal Szekspirowski.
Festiwal organizowany jest co roku, na przełomie lipca i sierpnia. Spektakle teatralne odbywają się w Gdańskim Teatrze Szekspirowskim oraz na scenach innych trójmiejskich teatrów. Spektakle towarzyszące, nurtu SzekspirOFF odbywają się w Teatrze w Oknie, a także w przestrzeni miejskiej oraz w przestrzeniach zewnętrznych Teatru Szekspirowskiego (dziedziniec, taras, mury).
Celem Festiwalu jest prezentacja i popularyzacja dorobku brytyjskiego dramaturga. Przedstawieniom towarzyszą spotkania z ich twórcami: reżyserami, aktorami, dramaturgami. W ramach festiwalu organizowany jest program edukacyjny, zwany Letnią Akademią Szekspirowską, który skierowany jest do uczniów szkół średnich oraz studentów uczelni artystycznych.

## Nagroda Złotego Yoricka
Jest to nagroda na najlepszą polską inscenizację dramatu szekspirowskiego w danym sezonie teatralnym przyznawana przez Fundację Theatrum Gedanense corocznie od 1994 roku. Nagrodzone spektakle danego sezonu prezentowane są na Festiwalu Szekspirowskim w Gdańsku.

### Laureaci nagrody
- 1994 – „Stracone zachody miłości” Teatr Polski w Warszawie, reż. Maciej Prus[4]
- 1995 – „Romeo i Julia” Teatr Polski we Wrocławiu, reż. Tadeusz Bradecki[5]
- 1996 – nie przyznano nagrody głównej, wyróżnienie: „Jak wam się podoba” Teatr im. Heleny Modrzejewskiej w Legnicy, reż. Robert Czechowski[5]
- 1997 – „Jak wam się podoba” Teatr Dramatyczny w Warszawie, reż. Piotr Cieślak[5]
- 1998 – „Miarka za miarkę” Stary Teatr w Krakowie, reż. Tadeusz Bradecki[6]
- 1999 – „Koriolan” Teatr im. Modrzejewskiej w Legnicy, reż. Jacek Głomb, Krzysztof Kopka[7]
- 2000 – „Wesołe kumoszki z Windsoru” Teatr Powszechny w Warszawie, reż. Piotr Cieplak[8]
- 2001 – „Król Lear” Teatr Nowa Łódź, reż. Mikołaj Grabowski[9]
- 2002 – „Sen nocy letniej” Teatr Narodowy w Warszawie, reż. Jerzy Grzegorzewski[5]
- 2003 – „Burza” Teatr Rozmaitości w Warszawie, reż. Krzysztof Warlikowski[4]
- 2004 – „Ryszard III” Teatr Nowy w Poznaniu, reż. Janusz Wiśniewski[5]
- 2005 – główna nagroda: „Komedia omyłek” Teatr Nowy w Łodzi, reż. Maciej Prus, wyróżnienie: „2007: Macbeth” TR Warszawa, reż. Grzegorz Jarzyna, nagroda indywidualna: „H” Teatr Wybrzeże w Gdańsku, reż. Jan Klata[10]
- 2006 – „Romeo i Julia” Scena Dramatyczna Teatru Jeleniogórskiego, reż. Krzysztof Rekowski[11]
- 2007 – „Miarka za miarkę” Teatr Powszechny w Warszawie, reż. Anna Augustynowicz[12]
- 2008 – „Burza” Teatr Nowy w Poznaniu, reż. Janusz Wiśniewski[13]
- 2009 – Nie przyznano nagrody głównej, I wyróżnienie: „Poskromienie złośnicy” Teatr Wybrzeże, reż. Szymon Kaczmarek; wyróżnienie honorowe: „Otello. Wariacje na temat” Teatr im. Stefana Jaracza w Łodzi, reż. Agata Duda-Gracz[14]
- 2010 – Nie przyznano nagrody głównej, wyróżnienie otrzymał spektakl „Co chcecie albo Wieczór Trzech Króli” w reżyserii Michała Borczucha przygotowany przez Teatr im. J. Kochanowskiego w Opolu
- 2011 –  Nie przyznano nagrody głównej, wyróżnienie otrzymał spektakl „Hamlet” w reżyserii Radosława Rychcika z Teatru im. Stefana Żeromskiego w Kielcach.
- 2012 – „Ryszard III”, w reżyserii Grzegorza Wiśniewskiego, wystawiony przez Teatr im. Jaracza w Łodzi
- 2013 – „Każdy musi kiedyś umrzeć Porcelanko, czyli rzecz o Wojnie Trojańskiej. Spektakl Agaty Dudy-Gracz inspirowany „Troilusem i Kresydą” Williama Szekspira” Teatru im. Juliusza Słowackiego w Krakowie
- 2014 – „Poskromienie złośnicy” w reżyserii Katarzyny Deszcz z Teatru im. Żeromskiego w Kielcach
- 2015 – „Król Lear” w reżyserii Jana Klaty z Narodowego Starego Teatru w Krakowie
- 2016 – „Juliusz Cezar" w reżyserii Barbary Wysockiej z Teatru Powszechnego w Warszawie

## Imprezy i wydarzenia towarzyszące
Letnia Akademia Szekspirowska – warsztaty teatralne i artystyczne prowadzone zarówno przez polskich artystów, jak również znane osobistości z zagranicy. Pod ich okiem uczestnicy warsztatów rozwijają swoje pasje związane z teatrem, tańcem, fotografią czy malarstwem.
Gazeta Szekspirowska – towarzyszy festiwalowi od kilku lat. Jest to dziennik wydawany przez uczestników warsztatów dziennikarskich Letniej Akademii Szekspirowskiej. Zawiera informacje dotyczące odbywających się wydarzeń, recenzje, artykuły na temat spektakli i artystów.
Dolne Miasto Górą – akcje twórcze, które odbywały się w Gdańskich dzielnicach Dolnym Mieście i Oruni w latach 2007-2012. „Szekspiromania”, bo tak również nazywane było to wydarzenie, składała się z bezpłatnych warsztatów dla dzieci i młodzieży prowadzonych przez młodych artystów pochodzących z Gdańska. Pomysłodawcami projektu byli Joanna Śnieżko-Misterek oraz Fundacja Theatrum Gedanense i Gdański Teatr Szekspirowski. Uczestnicy warsztatów starali się ponownie wprowadzić sztukę w życie publiczne poprzez działania teatralne i parateatralne z młodymi mieszkańcami dzielnicy. Celem akcji było również uświadomienie młodzieży jej twórczych możliwości oraz pomoc w rozwijaniu zainteresowań i poczucia własnej wartości.
Zwieńczeniem projektu była parada uliczna, która jednocześnie zamykała festiwal. Aktorzy, wielkie kukły, szczudlarze oraz inni artyści przechodzili wraz z mieszkańcami Gdańska barwnym korowodem przez ulicę Długą i Długi Targ na Dolne Miasto.